# Robert Pintenat
Robert Pintenat, né le 1er mai 1948 à Paris et mort le 22 août 2008 à Bayonne, est un footballeur international français qui évoluait au poste d'attaquant.

## Biographie
Attaquant prolifique, Pintenat reste encore à ce jour le meilleur buteur de l'histoire du Toulouse FC, dont il reste l’artisan essentiel de la montée en première division en 1982.
L'été 1979 est synonyme de grands changements pour le foot toulousain : l'UST né en 1970 après la fin du TFC de 1937 change de présidence, de nom et de dimension : le président Jean-Jacques Astoux fait changer le nom du club pour Toulouse Football Club, avec l'aide d'une grosse campagne de communication il attire dix-mille abonnés, et lance un recrutement ambitieux pour un club de seconde division, parmi lesquels Robert Pintenat en provenance de Nancy, qui compte trois sélections en équipe de France et arrive avec une réputation de buteur prolifique, notamment grâce à son jeu de tête.

Il s'illustre d'emblée avec des buts contre Montpellier, Gueugnon, Avignon, Paris FC... Mais à l'image de l'équipe, il manque de constance dans ses résultats, parfois flamboyant comme quand il marque un triplé face à Travaux, mais souvent en difficulté à l'extérieur. Le club termine à la sixième place de sa poule, sept points derrière le vainqueur Auxerre et Pintenat est co-meilleur buteur avec le montpelliérain Jacky Vergnes (19 buts chacun),.
La saison suivante (1980-1981, poule A) Pintenat continue sur sa lancée et enchaîne les buts, avec notamment des doublés contre Marseille ou Montpellier, deux triplés contre Libourne et Gueugnon (en Coupe de France) et même un quadruplé contre Grenoble. Face à Avignon, il marque son trentième but de la saison, mais au classement Montpellier prend de l'avance. Toulouse termine finalement à la deuxième place de sa poule, trois points derrière les champions héraultais, et doit disputer un barrage (aller-retour) contre le deuxième de l'autre groupe, Nœux-les-Mines. À l'aller dans le Nord, Pintenat et ses coéquipiers restent muets et perdent 2-0, avant un éclatant match retour gagné 5-0, dont un but (sur pénalty) de Pintenat,. L'accession en première division se joue contre Tours, dix-huitième de première division, d'abord à Tours ou le club tourangeau s'impose 1-0, puis 2-2 à Toulouse. C'est Pintenat qui clôt la marque et la saison avec le but de l'égalisation. C'est sont trente-septième but de la saison, dont trente-deux inscrits lors de la saison régulière de deuxième division, et s'il en suffit pas à offrir la montée au club toulousain qui reste dans l'antichambre de l'élite pour un but, Pintenat termine largement en tête du classement des buteurs de seconde division avec trente-deux unités, dix de plus que son dauphin Marcel Campagnac,.
1981-1982, le nouveau TFC et Robert Pintenat entament leur troisième saison de deuxième division, dans la poule A comme Marseille. Pintenat marque dès le premier match, contre Saint-Dié. Lui et ses coéquipiers restent invaincus pendant sept matchs et occupent la tête du classement avec Marseille, avant de tomber sur la pelouse de Thonon-les-Bains. Thonon qui se révèle être le club surprise de la saison et participe à un match à trois avec Toulouse et Marseille pour la première place de la poule synonyme de montée. Pintenat marque, mais moins souvent que lors de la prolifique saison précédente, malgré un triplé contre Louhans-Cuiseaux,. Il marque néanmoins un but décisif à contre Thonon lors du match retour, celui de la victoire 2-1 qui permet à Toulouse de repasser devant le club haut-savoyard. À trois matchs de la fin Toulouse est mené 1-0 à Ajaccio quand le club haut-garonnais bénéficie d'un pénalty, que Pintenat tente... et rate, compromettant ainsi les chances de montée du club. Lors du match suivant, contre le denier de la poule Blois, Toulouse peine au Stadium et obtient un pénalty dans les dernière minutes de jeu. Cette fois Pintenat le convertit et laisse Toulouse en tête - grâce à une meilleure différence de but - devant Thonon a une journée de la fin. Lors du dernier match à Saint-Dié, Pintenat offre le but à Krimau, synonyme de victoire, de première place du groupe de de montée en première division. La saison se conclut par une double confrontation avec Rouen, vainqueur de la Poule B, où Pintenat marque le dernier but de la saison, qui offre le titre de champion de Seconde division au TFC. Avec quatorze buts lors de la saison régulière plus un lors des finales, Pintenat est cette fois assez loin des deux meilleurs buteurs de la division, le havrais Žarko Olarević et le mulhousien Issicka Ouattara, qui ont tous deux marqué vingt-cinq buts.
Avec le Toulouse FC, où il a effectué quatre saisons entre 1979 et 1983, il a  disputé 140 matchs pour 83 buts marqués.
Il est le meilleur buteur de l'histoire du Toulouse FC.

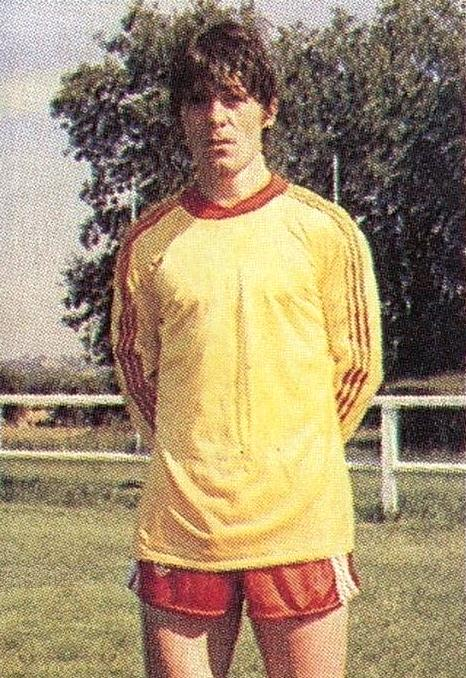
Robert Pintenat en 1979 à l'US Toulouse (le futur TFC, premier capitaine et meneur de jeu).

## Carrière

### Joueur
- UA Chantier (Paris 12e)
- CO Vincennes : Jusqu'en 1969 (DH)
- FC Rouen : 1969 à 1970
- Red Star : 1970 à 1973 (17 buts en D1)
- Nîmes Olympique : 1973 à 1974
- FC Sochaux : 1974 à 1977 (62 buts en D1)
- AS Nancy-Lorraine : 1978 à 1979
- Toulouse FC (capitaine) : 1979 (D2 jusqu'en 1982, il sera 2 fois le meilleur buteur de son groupe) à 1983
- Olympique avignonnais : 1983 à 1984 (D4)

### Entraîneur
- Olympique avignonnais : 1983 à 1986 (D3)
- US Mbila Nzambi (Libreville - Gabon) : 1986 à 1991
- Union Sportive Municipal de Malakoff (Entraineur de l'équipe DH) : 1991-1992
- Gabon : 1991 à 1992
- Sports réunis Saint-Dié : 1994 à 1995

## Palmarès

### Joueur
- 3 sélections en équipe de France A en 1976 (1 but)[20],[18]
- Professionnel de 1969 à 1983 : 103 buts en 1re division
- Meilleur buteur en division 2 :
  - du groupe B en 1980 (19 buts - TFC)[4],[6]
  - du groupe A en 1981 (32 buts - TFC)[9],[11]
- Champion de France de division 2 : 1982 (TFC)[16]

### Entraîneur
- Champion du Gabon : 1988 (USM - équipe des maîtres d'écoles)
- Coupe du Gabon : 1987 et 1991 (USM)

## Statistiques

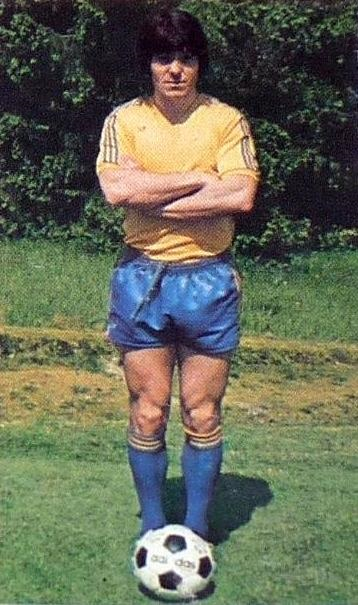
Robert Pintenat en 1976.

| Saison                | Club                   | Championnat           | Championnat | Championnat | Coupe(s) nationale(s) | Coupe(s) nationale(s) | Compétition(s) continentale(s) | Compétition(s) continentale(s) | Compétition(s) continentale(s) | Total | Total |
| Saison                | Club                   | Division              | M.          | B.          | M.                    | B.                    | Comp.                          | M.                             | B.                             | M.    | B.    |
| 1969-1970             | FC Rouen               | Division 1            | 12          | 2           | 1                     | 1                     | C3                             | 3                              | 0                              | 16    | 3     |
| Sous-total            | Sous-total             | Sous-total            | 12          | 2           | 1                     | 1                     | -                              | 3                              | 0                              | 16    | 3     |
| 1970-1971             | Red Star FC            | Division 1            | 22          | 6           | 6                     | 0                     | -                              | -                              | -                              | 28    | 6     |
| 1971-1972             | Red Star FC            | Division 1            | 8           | 0           | -                     | -                     | -                              | -                              | -                              | 8     | 0     |
| Sous-total            | Sous-total             | Sous-total            | 30          | 6           | 6                     | 0                     | -                              | -                              | -                              | 36    | 6     |
| 1971-1972             | FC Rouen               | Division 2            | 16          | 8           | 4                     | 4                     | -                              | -                              | -                              | 20    | 12    |
| Sous-total            | Sous-total             | Sous-total            | 16          | 8           | 4                     | 4                     | -                              | -                              | -                              | 20    | 12    |
| 1972-1973             | Red Star FC            | Division 1            | 34          | 11          | 6                     | 4                     | -                              | -                              | -                              | 40    | 15    |
| Sous-total            | Sous-total             | Sous-total            | 34          | 11          | 6                     | 4                     | -                              | -                              | -                              | 40    | 15    |
| 1973-1974             | Nîmes Olympique        | Division 1            | 37          | 7           | 3                     | 0                     | -                              | -                              | -                              | 40    | 7     |
| 1974-1975             | Nîmes Olympique        | Division 1            | 4           | 0           | 0                     | 0                     | -                              | -                              | -                              | 4     | 0     |
| Sous-total            | Sous-total             | Sous-total            | 41          | 7           | 3                     | 0                     | -                              | -                              | -                              | 44    | 7     |
| 1974-1975             | FC Sochaux-Montbéliard | Division 1            | 26          | 12          | 5                     | 1                     | -                              | -                              | -                              | 31    | 13    |
| 1975-1976             | FC Sochaux-Montbéliard | Division 1            | 38          | 21          | 5                     | 1                     | -                              | -                              | -                              | 43    | 22    |
| 1976-1977             | FC Sochaux-Montbéliard | Division 1            | 33          | 14          | 7                     | 5                     | C3                             | 2                              | 0                              | 42    | 19    |
| 1977-1978             | FC Sochaux-Montbéliard | Division 1            | 32          | 15          | 9                     | 4                     | -                              | -                              | -                              | 41    | 19    |
| Sous-total            | Sous-total             | Sous-total            | 129         | 62          | 26                    | 11                    | -                              | 2                              | 0                              | 157   | 73    |
| 1978-1979             | AS Nancy-Lorraine      | Division 1            | 28          | 7           | 3                     | 3                     | C2                             | 2                              | 0                              | 33    | 10    |
| Sous-total            | Sous-total             | Sous-total            | 28          | 7           | 3                     | 3                     | -                              | 2                              | 0                              | 33    | 10    |
| 1979-1980             | Toulouse FC            | Division 2            | 33          | 19          | 3                     | 2                     | -                              | -                              | -                              | 36    | 21    |
| 1980-1981             | Toulouse FC            | Division 2            | 34+4        | 32+2        | 3                     | 3                     | -                              | -                              | -                              | 41    | 37    |
| 1981-1982             | Toulouse FC            | Division 2            | 32+2        | 14+1        | 3                     | 2                     | -                              | -                              | -                              | 37    | 17    |
| 1982-1983             | Toulouse FC            | Division 1            | 24          | 8           | 2                     | 0                     | -                              | -                              | -                              | 26    | 8     |
| Sous-total            | Sous-total             | Sous-total            | 129         | 76          | 11                    | 7                     | -                              | -                              | -                              | 140   | 83    |
| 1983-1984             | Olympique avignonnais  | Division 4            |             |             |                       |                       | -                              | -                              | -                              | 0     | 0     |
| 1984-1985             | Olympique avignonnais  | Division 3            | 29          | 10          |                       |                       | -                              | -                              | -                              | 29    | 10    |
| 1985-1986             | Olympique avignonnais  | Division 3            | 7           | 0           |                       |                       | -                              | -                              | -                              | 7     | 0     |
| Sous-total            | Sous-total             | Sous-total            | 36          | 10          |                       |                       | -                              | -                              | -                              | 36    | 10    |
| Total sur la carrière | Total sur la carrière  | Total sur la carrière | 455         | 189         | 60                    | 30                    | -                              | 7                              | 0                              | 522   | 219   |